# Jerry Martini

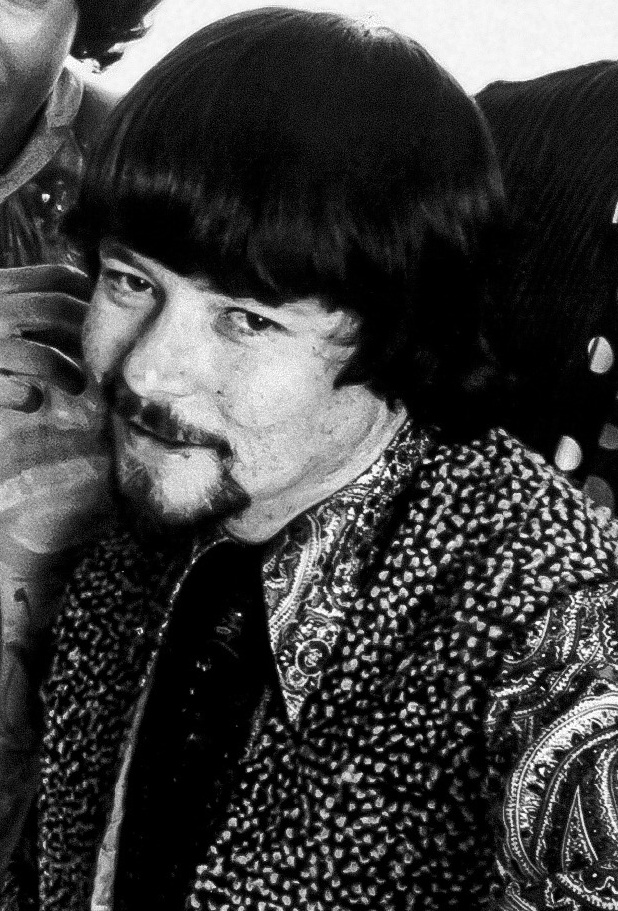

Jerry Martini, född 1 oktober 1943 i Colorado, är en amerikansk musiker. Mest känd för sin medverkan i det populära funk- och soulgruppen Sly and the Family Stone där han spelade saxofon. Det var på inrådan av Martini som gruppen började att satsa, och han blev en av bandets nyckelfigurer.